# Principiusz
A Principiusz latin eredetű férfinév, jelentése fejedelem.

## Gyakorisága
Az 1990-es években szórványos név, a 2000-es években nem szerepel a 100 leggyakoribb férfinév között.

## Névnapok
- szeptember 25.